# Lasiopogon delicatulus
Lasiopogon delicatulus är en tvåvingeart som beskrevs av Axel Leonard Melander 1923. Lasiopogon delicatulus ingår i släktet Lasiopogon och familjen rovflugor.
Artens utbredningsområde är Washington. Inga underarter finns listade i Catalogue of Life.